# La novizia indemoniata
La novizia indemoniata (Satánico pandemonium) è un film del 1975 diretto da Gilberto Martínez Solares, con protagonista Cecilia Pezet.
Pellicola di produzione messicana, distribuita anche con il sottotitolo La sexorcista, appartiene al filone nunsploitation.

## Trama
Suor Maria è una novizia dall'animo puro, gentile con tutti e sempre pronta ad aiutare le consorelle. Un giorno però le appare un uomo nudo in mezzo ai campi, dal quale fugge spaventata, e poco dopo inizia ad avere strane visioni anche all'interno del convento. La giovane cerca allora di purificare la mente con la penitenza corporale e con la preghiera, ma di notte una consorella entra nella sua stanza, le confessa di essere innamorata di lei ed inizia a baciarla appassionatamente. Mentre Maria cede a queste avance, la consorella si rivela essere in realtà lo stesso demone che le era apparso prima come un uomo nudo e le spiega di essere nientemeno che Lucifero. Maria non riesce a respingerlo, visto che lui continua a baciarla, e ormai sedotta da Lucifero la sua mente viene posseduta. Da quel momento Maria inizia a fare del male alle persone che prima aiutava e commette efferati omicidi. Riacquisita a un certo punto la lucidità, chiede perdono a Dio, ma Lucifero ricompare e la terrorizza mostrandole cosa potrebbe farle l'Inquisizione ora che i suoi delitti sono stati scoperti. Lucifero le promette che, se continuerà a servirlo, non verrà processata ed anzi diventerà badessa del convento. Maria accetta ma una volta tornata al convento vede che la situazione è completamente degenerata: le consorelle la festeggiano ballando nude, come impazzite, e qualche minuto dopo la accoltellano a morte. Maria si stende sul letto della sua stanza e muore, ma in quel momento diventa chiaro che gli eventi accaduti da quando era stata posseduta erano frutto soltanto della sua immaginazione. Le suore pensano che sia morta di malattia e la compiangono, Lucifero però non era frutto della sua fantasia ed ora si accinge ad insidiare la mente di un'altra novizia.

## Produzione
Il soggetto del film è liberamente ispirato al romanzo gotico Il monaco di Matthew Gregory Lewis (1796). Come altre pellicole del filone nunsploitation, La novizia indemoniata si ispira anche al film I diavoli di Ken Russell (1971).
La pellicola fu girata nella primavera del 1973 in due conventi messicani, uno presso la città di Tepoztlán nello stato di Morelos e l'altro presso Morelia nello stato di Michoacán. Contenente scene che erano sorprendentemente scandalose per l'epoca, il film venne distribuito solo due anni più tardi. Per il ruolo di alcune suore che compaiono nude nelle scene finali, il regista utilizzò delle prostitute reclutate nei bordelli.

## Influenza
La pellicola anticipa in forma più sfumata contenuti analoghi a quelli del successivo film messicano Alucarda di Juan López Moctezuma (1977).
Il nome del personaggio interpretato da Salma Hayek nel film Dal tramonto all'alba (1996), "Santanico Pandemonium", fu una scelta di Quentin Tarantino ispirata a Satánico pandemonium.